# 浦井正明
浦井 正明（うらい しょうみょう、1937年 - 2025年3月6日）は、東叡山寛永寺貫主。天台宗僧侶。

## 経歴・人物
東京生まれ。1961年慶應義塾大学文学部史学科卒業。東叡山現龍院前住職。寛永寺執事長、台東区教育委員会委員長、台東区文化財保護審議会委員等を歴任。2020年第32世東叡山輪王寺門跡門主・寛永寺貫主に就任。
東京大学で東洋史を研究していた年の離れた兄の影響を受け、江戸時代の歴史、特に天海をライフワークにする。
2025年3月6日死去。87歳没。

## 著書
- 『もうひとつの徳川物語 将軍家霊廟の謎』誠文堂新光社 1983
- 『「上野」時空遊行 歴史をひもとき、「いま」を楽しむ』プレジデント社 2002
- 『上野寛永寺将軍家の葬儀』吉川弘文館 歴史文化ライブラリー 2007

### 共著・監修
- 『目で見る台東区の100年』監修 郷土出版社 2007
- 『不惑の心得 林家三平、人生の師・浦井正明に教えを乞う』竹書房新書 2013